# Mokvîn, Kostopil
Mokvîn (în ucraineană Моквин) este un sat în comuna Mîrne din raionul Kostopil, regiunea Rivne, Ucraina.

## Demografie
Componența lingvistică a localității Mokvîn
     Ucraineană (98,47%)
     Rusă (1,53%)
Conform recensământului din 2001, majoritatea populației localității Mokvîn era vorbitoare de ucraineană (98,47%), existând în minoritate și vorbitori de rusă (1,53%).